# Boca de Tocuyo (paroisse civile)
Pour les articles homonymes, voir Boca de Tocuyo, Boca et Tocuyo.
Boca de Tocuyo est l'une des trois paroisses civiles de la municipalité de Monseñor Iturriza dans l'État de Falcón au Venezuela. Sa capitale est Boca de Tocuyo.

## Géographie

### Démographie
Hormis sa capitale Boca de Tocuyo, la paroisse civile abrite peu de localités dont Boca San Pedrico et Boca San Juanico.

## Environnement
Le sud de la paroisse civile appartient à la réserve de faune sauvage de Cuare, qu'elle partage avec les paroisses civiles voisines de la municipalité, Chichiriviche et Tocuyo de la Costa.